# Tomatensauce

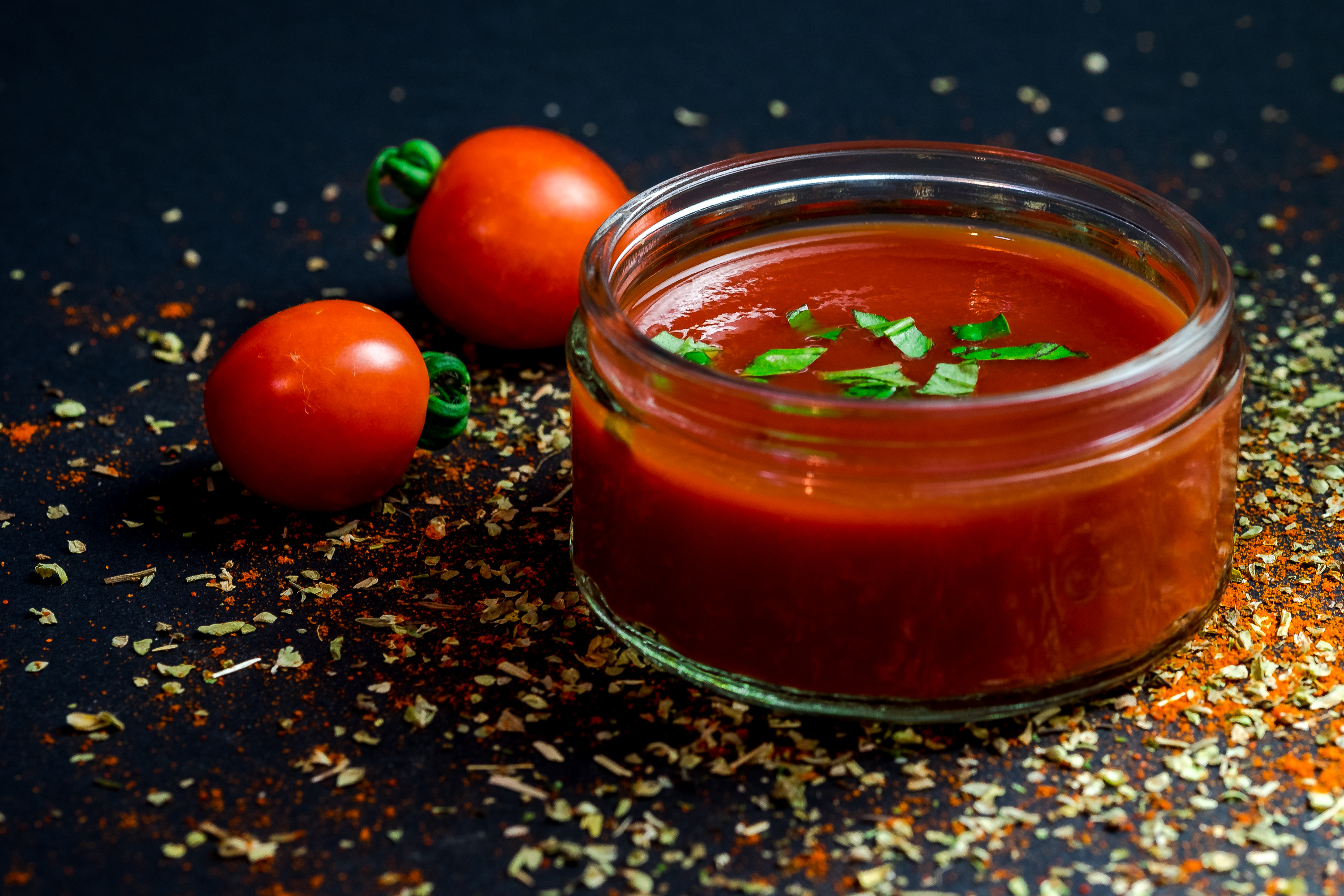
Tomatensauce

Tomatensauce ist eine einfache, auf gekochten, passierten Tomaten basierende Sauce aus der italienischen Küche, die die Grundlage vieler Gerichte wie z. B. Spaghetti alla napoletana bildet. Sie gehört zu den bekanntesten selbstständigen Saucen der klassischen Küche, d. h. sie wird nicht aus einer Grundsauce hergestellt, sondern aus ihr werden andere Ableitungen erzielt wie z. B. die Teufelssauce.
Die erste bekannte schriftliche Erwähnung einer italienischen Tomatensoße stammt aus dem Jahr 1554 von Pietro Andrea Mattioli. Vermutlich wurde die aztekische Zubereitungsart von gebratenen Tomaten durch die Spanier nach Italien eingeführt.

## Zubereitung

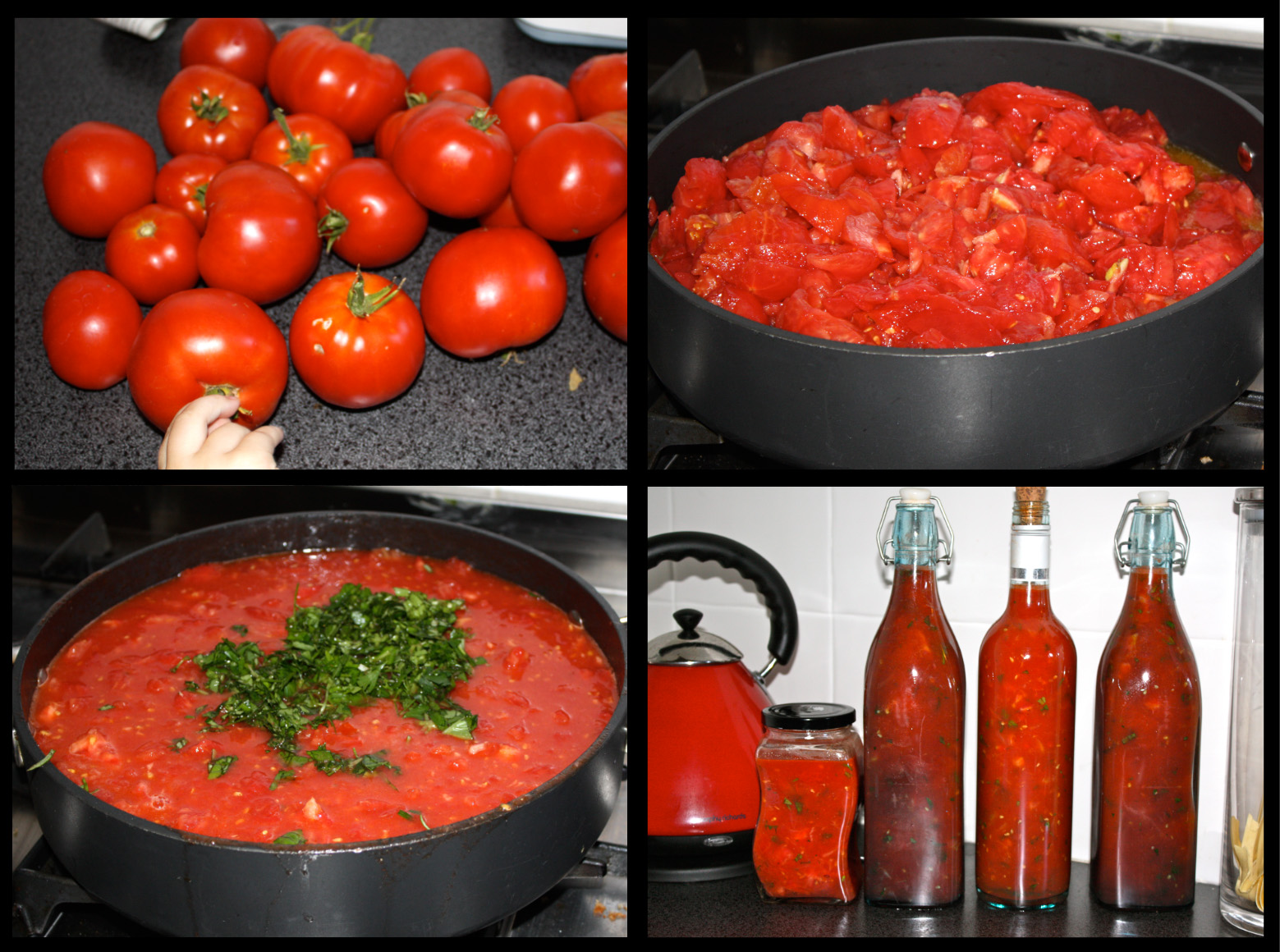
Herstellung von Tomatensauce

Für Tomatensauce der klassischen Küche (Sauce tomate) werden Schinken- und Bauchspeck, Mirepoix und Zwiebeln fein gewürfelt mit Thymian, Basilikum und Lorbeer angeröstet, mit Mehl überstäubt, nach kurzem Weiterrösten mit Kalbsbrühe aufgefüllt, mit (zerkleinerten) reifen Tomaten und Tomatenmark ergänzt und schließlich passiert. Sie wird zu gebratenem Fleisch oder zu Fisch und Meeresfrüchten serviert bzw. als Grundsauce nach Rezept weiterverarbeitet.
Die einfachste Form besteht lediglich aus durch Kochen eingedickten Tomaten, die durch ein Sieb gestrichen und so von Kernen und Haut befreit werden. Sie wird üblicherweise durch Einkochen konserviert und später je nach Rezept weiterverarbeitet.
Die für Tomatensaucen aller Art geeignetsten Tomatensorten zählen zu den sogenannten Eier- oder Flaschentomaten, einer besonders aromatischen und festfleischigen Zuchtform mit geringem Säuregehalt. Aus ihnen werden auch Dosentomaten und Tomatenmark hergestellt, die daher als Ersatz dienen können, wenn keine vollreifen Eiertomaten zur Verfügung stehen.

## Salsa/Passata di pomodoro
Eine übliche italienische Tomatensauce (Salsa di pomodoro, auch Passata di pomodoro) enthält zusätzlich Würzgemüse wie Karotte, Bleichsellerie, Zwiebel und Knoblauch, die in Öl angedünstet werden, bevor die Tomaten geschnitten und/oder geschält (italienisch pelati) hinzugefügt werden.
Die bis zur gewünschten Konsistenz gekochte Sauce wird wieder passiert, mit Salz und Pfeffer, eventuell auch etwas Weinessig und Zucker abgeschmeckt und zum Schluss mit Olivenöl vollendet. Häufig wird sie noch mit Kräutern wie Basilikum, Oregano, Lorbeer usw. gewürzt. Daneben gibt es zahllose Abwandlungen und Ergänzungen mit meist würzigen Zutaten wie Oliven, Sardellen, Kapern, Peperoncini oder getrockneten Pilzen.